# Ampelopsis chondisensis
Ampelopsis chondisensis là một loài thực vật hai lá mầm trong họ Nho. Loài này được (Vassilcz. & V.N.Vassil.) Tulyag. miêu tả khoa học đầu tiên năm 1983.